# Eloor
Eloor es una ciudad censal situada en el distrito de Ernakulam en el estado de Kerala (India). Su población es de 31468 habitantes (2011). Se encuentra a 16 km de Cochín y a 57 km de Thrissur.

## Demografía
Según el censo de 2011 la población de Eloor era de 31468 habitantes, de los cuales 15557 eran hombres y 15911 eran mujeres. Eloor tiene una tasa media de alfabetización del 96,78%, superior a la media estatal del 94%: la alfabetización masculina es del 97,91%, y la alfabetización femenina del 95,67%.